# Joan Trens i Ribas
Joan Trens i Ribas, de la casa de cal Catani (Vilafranca del Penedès, 12 de juny del 1877 - 26 de febrer del 1966) va ser el pastisser xocolater català que va inventar la llaminadura penedesenca de les catànies.

## Biografia
| Cal Catani o Cal Trens |
| A l'edifici on hi havia Cal Catani, al número 7 del carrer de la Font de Vilafranca del Panadès, destaca el quadre ceràmic de rajoles entre les dues portalades, on hi ha dibuixats sobre el nom de la família Trens els dos productes bàsics de l'obrador que van ser ben bé el seu logotip: la xocolata desfeta i les coques. A la façana, entre els quatre balcons, dues al·legories esgrafiades representen metafòricament el cacau i els cereals amb els quals van treballar durant sis generacions, obra de l'artista gironí Jaume Busquets. La casa ja pertanyia com a mínim a l'avi, que la va llegar al pare de Joan Trens i Ribas. |

De jove, Trens va emprendre el seu aprenentatge xocolater a l'establiment cal Parent (situat al carrer Ample de Barcelona, avui ja desaparegut). El 1908 es va fer càrrec de l'obrador familiar a Vilafranca després de la mort del seu pare. Els treballadors de cal Catani eren entre sis i vuit persones, a més d'un ruc que tancat al soterrani s'utilitzava per moldre el cacau i fer tombar el mesclador de la xocolata. Sobre el marbre de l'obrador Joan Trens experimentava sovint amb nous productes, i en la dècada de 1930 allí sorgiren les catànies, fetes amb una ametlla encaramel·lada i coberta de xocolata. Segons contaven jocosament les seves filles, l'invent havia resultat després que unes ametlles no prou garapinyades van ser aprofitades cobrint-les de pasta de xocolata. Pensant en el mercat barceloní, Trens va començar a comercialitzar-les sota els noms de Crocrem o de Nuts, però el públic les va batejar com a «catànies» prenent de referència el renom popular d'aquella família. No obstant l'èxit actual, en aquell moment el producte era un més entre la resta de la pastisseria, la xocolata de pedra i la bomboneria que feien els Trens.
Se sap que cal Catani només era el taller i la botiga, ja que la família Trens i Ribas vivia en una petita casa del carrer del Pou de la Pina. Pel que fa a l'obrador, en plena postguerra, com que se li havia fet petit va traslladar-lo al carrer Misser Rufet. Posteriorment encara va canviar un altre cop el març de 1965 per anar al número 16 del carrer Puigmoltó, dues finques ajuntades i amb dos pisos on va viure l'última etapa al costat de l'escola de Sant Elies.
A la mort de Joan Trens el 1966, les seves filles Assumpta i Felicitat van mantenir obert l'obrador, i van traslladar a la rambla de Nostra Senyora la botiga, que encara seguia al carrer de la Font. Finalment, el 1978 Assumpta Trens va tancar l'obrador a causa d'una lesió, i pocs anys després la seva germana també va tancar la pastisseria de la Rambla.

## Activitat cultural
El 1904 Joan Trens va ser nomenat primer president del Club de Futbol Vilafranca, un esport molt nou aleshores i que al Penedès havia estat introduït pel comerciant Emili Berger (parent llunyà de Trens). Va formar part de diverses juntes de la Societat La Principal, entitat cultural que també va arribar a presidir entre el 1931-1932 i dins de la qual va impulsar el Patronat de Cultura i el grup Cultura de la Dona (que promovia activitats i cursets per a noies).

## Família i orígens
El primer de la família Trens havia arribat a Vilafranca a mitjans del segle xviii (provinent d'una família de pagesos de Sant Feliu de Castellar) i s'hi va casar amb la filla dels Catani, una família de sastres probablement d'origen italià, que van aportar la casa familiar i el renom que perduraria. Ja des de llavors els hereus de la família es dedicaren a treballar la sèmola per fer-ne fideus i altres pastes de sopa, i s'anaren casant amb dones d'altres gremis menestrals. L'avi de Joan Trens i Ribas, Joan Trens i Blanch (1805-1862), va ser el primer a canviar l'ofici del blat pel de la xocolata a la pedra després d'instal·lar-se a l'obrador del carrer de la Font, tot i que a la documentació no se l'anomena mai com a xocolater; de fet és el seu fill (pare de Joan Trens i Ribas), Joan Trens i Urgellès (1836-1908), el primer a figurar com a xocolater.
La mare de Joan Trens era Maria Ribas Rius, nascuda a Olesa, però amb família a Vilafranca. Va ser el primogènit, i el van seguir els seus germans Josep (1880-?, que emigrà a Cuba i Nova York), Marià (1890-?, que inicià un altre llinatge de pastissers al forn de Sant Joan fins avui) i Manuel (1892- eclesiàstic i erudit penedesenc).
El 20 de maig de 1907 Trens es va casar amb Carme Lluch Barot (1984-1965), amb la qual va tenir tres fills: Assumpta (1908-1993, ballarina i reconeguda pedagoga), Felicitat (1912- després 1993) i Joan (1916-1942, mort en accident). Els tres moriren solters i sense descendència, per la qual cosa s'estroncà aquesta branca familiar de pastissers.